# El ataque de los muertos sin ojos
El ataque de los muertos sin ojos és una pel·lícula espanyola de 1973 de terror escrita i dirigida per Amando de Ossorio. Amb música d'Antón García Abril els papers principals estan interpretats per Tony Kendall, Fernando Sancho i Esperanza Roy.
Es la segona pel·lícula d'una tetralogia denominada «Templarios Ciegos» en la que també figuren les pel·lícules La noche del terror ciego (1972), El buque maldito (1974), i La noche de las gaviotas (1975).

## Argument
La pel·lícula comença amb un flashback a Bouzano del segle xiii, Portugal. Una multitud de pagesos ha capturat als cavallers Templers i s'està preparant per cremar-los per bruixeria i assassinat. Un dels cavallers capturats jura venjança al poble. Els vilatans (en un descans de la primera pel·lícula) cremen els ulls dels cavallers amb torxes abans de cremar-los fins a la mort.
La pel·lícula avança cap al present, on el poble es prepara per un festival que celebra el 500 aniversari de la derrota dels Templers. L'idiota del poble, Murdo, observa els preparatius fins a ser atacat i apedregat per un ramat de nens. Els nens són espantats per Moncha i Juan, els habitants romànticament involucrats.
De tornada en la plaça de la ciutat, el tècnic de focs artificials i excapità militar, Jack Marlowe, es reuneix amb l'alcalde, Duncan, el seu assistent, Dacosta, i la seva promesa / secretària, Vivian. Es revela que Jack i Vivian tenen història personal, establint una tensió entre els quatre personatges. Jack i Vivian fan una passejada, on ella revela que ella intencionalment va contractar Jack per reviscolar el seu romanç. El seu passeig els porta al cementiri de l'abadia on estan enterrats els templers. El seu interludi romàntic és interromput per mirar a Murdo, que procedeix a advertir-los del retorn imminent dels Templers. Després que Jack i Vivian marxin, Murdo assassina una jove ciutadana que ha segrestat com a sacrifici de sang.
Quan el festival està en ple apogeu, els Templers, despertats pel sacrifici de Murdo, s'aixequen. Al festival, Jack convenç Vivian d'anar-se amb ell. Les seves interaccions desperten la ira de Duncan i Dacosta, qui estan vigilant de prop a la parella.
De tornada al cementiri, els templers cavalquen per Murdo (però el deixen viu) i es dirigeixen cap a la ciutat. En el seu camí, es troben amb la casa de Moncha on està enmig d'una cita sexual amb Juan. Juan és assassinat però Moncha s'escapa en un cavall templer no-mort. Ella es deté a la recerca d'ajuda en l'estació de tren, on persuadeix al senyor Prades, el mestre ferroviari, del perill revelant el seu cavall zombi. Ella fuig, i el Sr. Prades tracta de cridar a l'alcalde.
Mentre el telèfon sona en la seva oficina, l'alcalde despatxa Dacosta i als seus sequaços per atacar a Jack. El colpeig és finalment interromput per la crida de l'agent de l'estació. L'alcalde és escèptic creu que l'agent està borratxo. Ell envia Dacosta a l'estació per fer-se'n càrrec. Els Templers arriben a l'estació i maten al Sr. Prades.
Mentrestant, Jack i Vivian se'n van en el cotxe de Jack. Es troben amb la traumatitzada Moncha enmig del camí i la porten de retorn a la ciutat. Dacosta i un altre dels pinxos de Duncan, Beirao, troben als cavallers mentre s'acosten a l'estació de tren. S'afanyen de nou al llogaret i adverteixen a l'alcalde de l'horda que s'acosta.
L'alcalde crida al governador per a demanar ajuda, però no escolten les seves súpliques quan el governador assumeix que Duncan està borratxo i el reprèn. El governador és la tercera persona (després que el gerent de l'estació, i després l'alcalde) en ignorar els advertiments dels templers que venen, assumint que el missatger està borratxo.
Els cavallers baixen al poble i el festival es converteix en una massacre. Jack organitza Decastro i alguns dels vilatans en una força de defensa, Duncan s'afanya a recollir els seus objectes de valor i després mira des del balcó. Eventualment Jack i Decastro organitzen la fuita de la majoria dels vilatans. Jack, Vivian, Decastro, Monica i Duncan els han deixat enrere. Ells tracten d'escapar en el cotxe de Jack, però són aclaparats pels zombis i escapen a l'església, on dos dels subordinats de Duncan, Beirao i Amalia, estan amagats amb la seva filla. Una vegada dins de l'església, el grup hi troba Murdo amagat.
Els supervivents comencen a fortificar l'església contra el setge dels no-morts, però en poc temps, la unitat comença a erosionar-se. Després de fracassar una vegada més en convèncer el governador de la seva difícil situació, Duncan persuadeix Beirao de fer una pausa al cotxe. Ell és assassinat en l'intent. Mentrestant, Murdo persuadeix Moncha perquè l'acompanyi als túnels sota l'església pea escapar. Després del fallit intent de Beirao, Duncan intenta escapar de Beirao utilitzant la jove filla d'Amalia com a esquer. Ell és assassinat i l noia queda en greu perill entre els Templers. Jack i Amalia aconsegueixen salvar-la; Amalia sacrifica la seva pròpia vida en el procés.
Als túnels, Murdo és decapitat pels cavallers mentre pujava a la superfície i Moncha és llançada cap a través de l'obertura i mor.
De tornada a l'església, Dacosta atrapa a Vivian sola. Resignat a un ombrívol destí, ell intenta violar-la abans que els Templers el matin. Jack rescata Vivian, i Dacosta és empalat en una llança en la baralla que segueix.
A mesura que la nit avança, Jack i Vivian decideixen escapar-se. Ells convencen a la filla d'Amalia que els zombis i la mort de la seva mare eren part d'un malson i després la van embenar mentre intentaven lliscar-se silenciosament per la plaça plena de cavallers cecs. A mesura que es llisquen més enllà dels monstres, la nena treu el cap de la bena i crida en veure als zombis que els envolten. No obstant això, els templers no fan cap moviment, i després es desplomen al sòl en la llum del matí. Jack, Vivian i el nena s'allunyen del llogaret mentre surten els crèdits.

## Repartiment
- Tony Kendall - Jack Marlowe
- Fernando Sancho - Prefecte Duncan
- Esperanza Roy - Vivian
- Frank Braña - Howard
- José Canalejas - Murdo
- Loreta Tovar - Monica
- Ramón Lillo - Bert
- Lone Fleming - Amalia
- Maria Nuria - Nancy
- José Thelman - Juan
- Juan Cazalilla - Governador
- Betsabé Ruiz - Empleada del governador
- Marisol Delgado - Don<ella
- Luis Barboo - Templer executat
- Francisco Sanz - Gerent de l'estació (como Paco Sanz)

## Producció
Com en les altres tres pel·lícules de la sèrie, Amando de Ossorio va escriure i va dirigir el film mentre que la banda sonora va ser creada per Antón García Abril.
Ossorio va descriure el finançament i producció d'aquesta pel·lícula com “molt difícil... Molt complicada”.

## Recepció
Si bé en taquilla la pel·lícula va tenir menys repercussió que la seva predecessora en la saga El ataque de los muertos sin ojos, la pel·lícula va ser un èxit comercial que li va permetre a Ossorio signar per a un tercer lliurament. Va acreditar a Espanya una recaptació de 82.597 € i la venda de 409.070 entrades. Als portals d'informació cinematogràfica té una qualificació mixta.
| «                                    | "S'ambienta en un poble aïllat (amb ximple inclòs) i hi ha sexe light, alguna cosa de gore, tocs d'humor i fins i tot una revetlla la mar d'animada fins que arriben els morts vivents." | » |
| — Antonio Méndez (Alohacriticon.com) | |   |

A FilmAffinity amb 606 vots obté una puntuació de 4,6 sobre 10. A IMDb amb 2.257 té una puntuació de 6 sobre 10.
| «                             | "La pel·lícula té les seves oscil·lacions ja que té massa imatges dels templers muntant els seus cavalls zombis a càmera lenta. De Ossorio sembla ser un d'aquests directors de terror que intenta crear atmosfera i suspens prenent una escena de por i allargant-la. No obstant això les parts bones de la pel·lícula són agradables i la història, malgrat ser llarga, és interessant. El fet que els templers siguin cecs li dona a la història un gir interessant i els dona als humans un avantatge addicional en el seu intent de sobreviure.(...) En general, la pel·lícula em va semblar interessant, però no esperis acció continuada." | » |
| — Brian Robinson (Zombierama) | |   |

A Rotten Tomatoes obté una qualificació de "fresc" per al 25% de les 8 crítiques professionals i per al 50% dels 1.205 vots realitzats pels usuaris del portal.
| «                             | "L'èxit del primer film, sobretot en el mercat internacional, va animar de seguida a Ossorio a realitzar una seqüela, en la qual espremeria al màxim els elements més interessants d'aquella. Estem davant un d'aquests escassos casos en els quals una continuació és superior al film original. Entenent aquí com a seqüela no una continuació directa dels fets narrats en el primer film, sinó una història completament diferent, partint de la llegenda dels cavallers templers ressuscitats." | » |
| — Alberto Abuín (espinof.com) | |   |